# Oswald von Nell-Breuning
Oswald von Nell-Breuning (ur. 8 marca 1890, zm. 21 sierpnia 1991) – niemiecki jezuita, katolicki teolog i socjolog.
Urodził się w Trewirze w Niemczech w arystokratycznej rodzinie. W 1921 roku został wyświęcony. W 1926 roku został mianowany profesorem etyki na Uniwersytecie we Frankfurcie nad Menem. Odegrał kluczową rolę w opracowywaniu encykliki społecznej papieża Piusa XI Quadragesimo anno (1931).
Pod rządami nazistów Nell-Breuning miał zakaz publikacji (od 1936). Zmarł w 1991 roku we Frankfurcie nad Menem.